# Diesel Washington
Pour les articles homonymes, voir Washington.
Diesel Washington, né le 11 avril à Brooklyn dans l'Etat de New York est un acteur américain de films pornographiques homosexuels.

## Biographie
Il a longtemps travaillé uniquement pour Titan Media.
En 2016, il annonce via twitter qu'il abandonne l'industrie pornographique, en raison de la présence croissante du barebacking.
Il dénonce régulièrement le racisme au sein du cinéma pornographique homosexuel.

## Vidéographie
- 2006 : Folsom Filth de Brian Mills, avec Alex Baresi, Damien Crosse, François Sagat, Tober Brandt
- 2007 : Fear de Brian Mills, avec Alex Baresi, Tony Buff, François Sagat
- 2007 : Crossing the Line: Cop Shack 2 de Joe Gage, avec Collin O'Neal
- 2007 : Breakers de Bruce Cam, avec Alex Baresi, Damien Crosse, Árpád Miklós, François Sagat
- 2008 : Red Light de Steve Cruz et Leif Gobo
- 2009 : Taken to the Lowest Level de Chi Chi LaRue avec Adam Killian
- 2010 : Getting Levi's Johnson de Chris Steele
- 2010 : Steamworks de Steve Cruz et Tony DiMarco, avec Austin Wilde, Topher DiMaggio
- 2015 : Answered Prayers de Jake Jaxson

## Récompenses
- Grabby Awards 2008 : « Hottest cock »[3]
- Grabby Awards 2009 : performeur de l'année[4]
- 2011 : Blatino Erotica Awards